# グェンドリン・クリスティー
グェンドリン・クリスティー（Gwendoline Christie, 1978年10月28日 - ）は、イギリスの女優。イングランド南部のサウス・ダウンズ出身。ドラマシリーズ『ゲーム・オブ・スローンズ』のブライエニー役で知られる。

## 来歴
子供の時には体操選手を目指していたが、背骨を傷めて断念し女優を目指すようになった。191cmの長身である。
ウィリアム・シェイクスピアの舞台『シンベリン』では女王を演じ、クリストファー・マーロウの戯曲『フォースタス博士』ではルシファーを演じた。映画ではテリー・ギリアムの『Dr.パルナサスの鏡』と『The Zero Theorem』に出演し、テレビでは『Seven Ages of Britain』および『Wizards vs Aliens』などに出演した。
2012年、『ゲーム・オブ・スローンズ』の第2シーズンからブライエニーとして登場した。高身長、筋肉質、平凡な外見などから、原作ファンの間ではこの役に推す声が多かった。高身長でいじめられた経験をブライエニー役に生かせると考え、原作である『氷と炎の歌』を読んでからはこの役を欲しいと思うようになった。オーディションに備えるため、ユニセックスの服を着、トレーニングにより6.4kg増量した。原作者でプロデューサーの一人でもあるジョージ・R・R・マーティンによれば、クリスティーがブライエニーの衣装を着てオーディションに現れた時、事実上議論の余地なく役に決定した。役に決まってからは、乗馬、剣技および殺陣のトレーニングを受けた。
2015年に公開された映画『ハンガー・ゲーム』シリーズの最終作『ハンガー・ゲーム FINAL: レボリューション』、および『スター・ウォーズ/フォースの覚醒』にキャプテン・ファズマ役で出演した。また、2017年には続編の『スター・ウォーズ/最後のジェダイ』で同じ配役で出演した。

## 主な出演作品

### 映画
| 公開年 | 邦題 原題                                                                      | 役名                     | 備考           |
| ------ | ------------------------------------------------------------------------------ | ------------------------ | -------------- |
| 2009   | Dr.パルナサスの鏡 The Imaginarium of Doctor Parnassus                          | Classy Shopper 2         |                |
| 2010   | Seven Ages of Britain                                                          | The Operator             | 短編テレビ映画 |
| 2013   | ゼロの未来 The Zero Theorem                                                    | コマーシャルの女性       |                |
| 2015   | ハンガー・ゲーム FINAL: レボリューション The Hunger Games: Mockingjay – Part 2 | ライム司令官             |                |
| 2015   | スター・ウォーズ/フォースの覚醒 Star Wars: The Force Awakens                   | キャプテン・ファズマ     |                |
| 2016   | Swallows and Amazons                                                           | Mrs. Blackett            |                |
| 2017   | スター・ウォーズ/最後のジェダイ Star Wars: The Last Jedi                       | キャプテン・ファズマ     |                |
| 2018   | マーウェン Welcome to Marwen                                                   | アンナ                   |                |
| 2019   | どん底作家の人生に幸あれ! The Personal History of David Copperfield            | ジェーン・マードストーン |                |
| 2019   | Our Friend/アワー・フレンド Our Friend                                         | テレサ                   |                |

### テレビシリーズ
| 製作年    | 邦題 原題                                                | 役名                 | 備考          |
| --------- | -------------------------------------------------------- | -------------------- | ------------- |
| 2012-2019 | ゲーム・オブ・スローンズ Game of Thrones                 | タースのブライエニー | 計42話出演    |
| 2012-2013 | Wizards vs Aliens                                        | Lexi                 | 計26話出演    |
| 2017      | トップ・オブ・ザ・レイク〜チャイナガール Top of the Lake | ミランダ             | 計6話出演     |
| 2018      | スター・ウォーズ レジスタンス Star Wars Resistance       | キャプテン・ファズマ | 計3話声の出演 |
| 2021      | サンドマン The Sandman                                   | ルシファー           | Netflix       |
| 2022      | ウェンズデー Wednesday                                   | ラリッサ・ウィームス | Netflix       |